# Adolfo Orsi
Adolfo Orsi (23 de marzo de 1888 - 20 de diciembre de 1972) fue un industrial italiano, conocido por ser dueño del fabricante de automóviles Maserati.

## Biografía
Nacido en una familia pobre en Sant'Agnese, cerca de Módena, Orsi perdió a su padre en 1899, un hecho que lo obligó a comenzar a trabajar a una edad muy temprana. A finales de la década de 1920, comenzó su propio negocio primero  aprovechando chatarra y más adelante de forja y de maquinaria agrícola, y finalmente empleó a cientos de personas de Módena y sus alrededores.
Pronto comenzó nuevas actividades ajenas a su compañía, como la gestión de la empresa de los tranvías de Módena y su participación en el equipo de fútbol local, el Modena F.C. en sus exitosos primeros años. Con su hermano Marcello, también participó en 1935 en un concesionario Fiat conocido como Fiat A.M. Orsi.

## Maserati

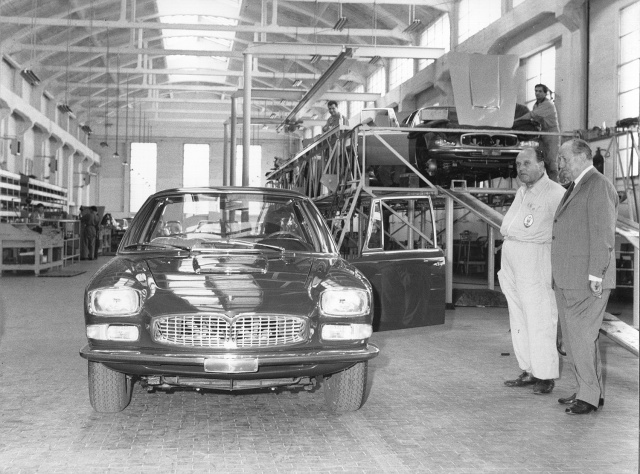
Orsi (derecha), con Guerino Bertocchi

En 1937, Orsi compró la empresa Maserati, entonces con graves problemas financieros, empleando a su hijo Omar Orsi como director gerente. Tres de los hermanos Maserati quedaron ligados por contratos de diez años (desde 1937 hasta 1947) al equipo de ingeniería de la empresa. En 1940, Orsi trasladó la sede de Maserati de Bolonia a Módena, cerca de las instalaciones de sus plantas de acero y la empresa de fabricación de bujías, "Fonderie Riunite".
En 1949, con Maserati cerrado temporalmente por reestructuración, la huelga de los trabajadores de una acería tras la negativa de Orsi a contratar trabajadores comunistas derivó en una serie de duros enfrentamientos el 9 de junio de 1950, dejando algunos manifestantes muertos. Cuando se reabrieron las instalaciones metalúrgicas en 1952, Orsi decidió vender la empresa, dividiéndola entre sus hermanos. Adolfo se quedó con el negocio de fabricación de automóviles Maserati, su hermano Marcello se quedó con las fundiciones y su hermana Ida Orsi se hizo cargo de la fábrica de motocicletas (la "Società Anonima Fabbrica Candele Accumulatori Maserati", 1953-1960).
La década de 1950 resultó ser una década exitosa para Maserati. Orsi contrató a su cuñado Alceste Giacomazzi como nuevo director general, y logró atraer a Maserati a Alberto Massimino, entonces empleado de Ferrari, así como contratar en 1953 al piloto argentino Juan Manuel Fangio, quien ganó el Campeonato Mundial de Fórmula 1 para Maserati en 1954 y 1957.
En 1954, Orsi firmó un lucrativo trato con Juan Domingo Perón cuando el presidente de Argentina, entusiasta del automovilismo, hizo un pedido importante de máquinas herramienta para su importación. Sin embargo, tras la Revolución Libertadora y el exilio de Perón, recibir pagos correspondientes a los pedidos resultó problemático. Orsi se encontró en circunstancias similares con el gobierno español, y los consiguientes problemas financieros hicieron que Maserati entrara en concurso de acreedores. Los remanentes de Maserati quedaron en manos de uno de los acreedores, Credito Italiano.
Orsi permaneció activo dentro de la administración de Maserati hasta 1968, cuando decidió vender sus acciones restantes a Citroën, quien en ese momento era una de las principales partes interesadas.
El hijo de Omar orsi, Adolfo Orsi Jr. (nacido en 1951) ha intervenido como consultor sobre la historia de Maserati.